# Холмська ікона Божої Матері
Холмська ікона Божої Матері — чудотворна ікона Божої Матері, особливо шанована християнами Західної України. Ікона знаходиться у музеї Волинської ікони в місті Луцьку.
Давня Русь-Україна мала п'ять найбільших святинь — чудотворні образи Богородиці з Дитятком: Вишгородська (Володимирська), що зберігається у Третьяковській галереї в Москві й шанується як головна реліквія Росії; Белзька (Ченстоховська), знаходиться у Ясноґурському монастирі (Ченстохова) та є найшанованішою у Польщі; Успіння Богородиці з Успенського собору Києво-Печерської лаври (знищена під час окупації Києва в 1941 році), Холмська та Почаївська, що нині знаходяться в Україні.

## Опис
Холмська ікона Божої Матері написана темперними фарбами на кипарисових дошках у візантійському стилі. На іконі зображено Божу Матір, яка тримає на правій руці дитину Ісуса, який правою рукою благословляє, а в лівій тримає сувій. За стилістичними ознаками найближчою аналогією Холмській Богородиці є Вишгородська (Володимирська) ікона Божої Матері. На іконі збережено 70 % авторського живопису. Розмір її — 95х66 см.

## Історія
Першу письмову згадку про Холмську Богородицю знаходимо у Галицько-Волинському літописі при описі подій за 1259 рік. Ікону Божої Матері, яку пізніше назвуть Холмською, князь Данило Галицький привіз орієнтовно в 1223—1237 роках з Києва в засноване ним місто Холм.
В 1765 році Богородиця з дитиною Ісусом були короновані золотими коронами Римським Папою Климентом XII. 2 вересня 1888 року перед Холмською Богородицею молилась царська родина: Олександр III, його дружина Марія Федорівна, син — Великий Князь Микола Олександрович (майбутній цар Микола I).
Під час Першої світової війни в 1915 році ікону вивезли до Москви, а в 1918 році до Києва, у Флорівський жіночий монастир. З 1923 по 1941 роки Образ Богородиці переховували в київських приватних помешканнях віруючих християн. В 1942 році на кошти Митрополита Іларіона (Огієнка) професор мистецтв Микола Прахов здійснив реставрацію ікони. 27 вересня 1943 року з великими почестями Образ Богородиці повернувся в Холмський кафедральний собор. З 1944 по 1995 роки ікона зберігалась на Івано-Франківщині та Волині в приватних помешканнях. В 1996 році Надія Горлицька передала Холмську ікону Божої Матері Музею Волинської Ікони.
Холмській іконі Богородиці як одній з найшанованіших у Православ'ї складено й особливі акафісти. Щоправда, у церковнослов'янський текст від 1930 року закрались історичні й богословські помилки, а україномовний переклад, здійснений 1943 року Митрополитом Іларіоном (Огієнком), уже застарів. Крім цього, у тому акафісті не відтворено різноманітних див, за котрі особливим чином варто дякувати Богородиці — нашій заступниці перед Всевишнім. Нещодавно Віктором Гребенюком[недоступне посилання з липня 2019] написано новий акафіст Богородиці Холмській. Єпископ Луцький і Волинський УПЦ КП Михаїл благословив його до друку і храмового використання.